# Petteri Orpo
Antti Petteri Orpo (Köyliö, 3 de noviembre de 1969) es un político finlandés, presidente del Partido de Coalición Nacional y primer ministro de la  República de Finlandia. Anteriormente se desempeñó como vice primer ministro de Finlandia de 2017 a 2019, ministro de hacienda de 2016 a 2019, ministro de agricultura y silvicultura de 2014 a 2015 y ministro del interior de 2015 a 2016.

## Carrera política

### Ministro del interior
Durante su mandato como ministro del interior, Orpo recibió apoyo para el manejo de la crisis migratoria de 2015 de parte de los socios antiinmigración del Partido de los Finlandeses, así como de los legisladores de la oposición.

### Ministro de hacienda
En mayo de 2016, Orpo anunció que desafiaría al presidente del Partido de la Coalición Nacional y actual ministro de hacienda, Alexander Stubb, en la conferencia del partido de junio. En ese momento, Orpo se unió a la parlamentaria de segundo mandato Elina Lepomaki para buscar reemplazar a Stubb. En contraste con Stubb políglota y franco, Orpo fue visto como un cuidadoso buscador de consenso con poca experiencia en política internacional. Orpo recibió 441,4 votos contra los 361 de Stubb y, por lo tanto, fue elegido nuevo presidente del partido. Orpo pronto anunció que ocuparía el puesto de Stubb como ministro de hacienda. Fue nombrado oficialmente ministro de hacienda el 22 de junio de 2016.
En junio de 2017, el primer ministro Juha Sipilä y Orpo anunciaron que ya no podían cooperar con el tercer socio de coalición de sus partidos, el Partido de los Finlandeses, citando diferencias en los valores fundamentales y en las políticas de inmigración y de la UE. Tanto para Sipilä como para Orpo, lo que estaba en juego era una importante reforma sanitaria y del gobierno local, que eran clave para su plan para equilibrar las finanzas públicas.
Además de sus funciones políticas nacionales, Orpo copresidió (junto con Valdis Dombrovskis) la Reunión de Ministros de Asuntos Económicos y Financieros, que reúne a los ministros del Partido Popular Europeo (PPE) de centro derecha antes de las reuniones del Consejo de Asuntos Económicos y Financieros (ECOFIN).

### Política de oposición
En diciembre de 2019, Orpo intentó un voto de censura contra el gobierno en funciones. Esto provocaría entonces nuevas elecciones que Orpo esperaba ganar. El gobierno en funciones fue acusado de negligencia al responder a los problemas del mercado laboral. Más tarde, el primer ministro Antti Rinne renunció y Kulmuni se negó públicamente a unirse al plan de elecciones prematuras del Partido de Coalición Nacional.

## Otras actividades

### Organizaciones de la Unión Europea
- Banco Europeo de Inversiones (BEI), miembro ex officio del Consejo de Gobernadores (2016-2019).[12]
- Mecanismo Europeo de Estabilidad (MEDE), miembro del Consejo de Gobernadores (2016-2019).[13]

### Organizaciones internacionales
- Banco Asiático de Inversión en Infraestructura (AIIB), miembro ex officio de la Junta de Gobernadores (2016-2019).[14]
- Banco Europeo de Reconstrucción y Desarrollo (BERD), miembro ex officio del Consejo de Gobernadores (2016-2019).[15]
- Comité Conjunto de Desarrollo del Banco Mundial y el FMI, miembro (2018-2019).[16]
- Organismo Multilateral de Garantía de Inversiones (MIGA), Grupo del Banco Mundial, miembro ex officio de la Junta de Gobernadores (2016-2019).[17]
- Nordic Investment Bank (NIB), miembro ex officio de la Junta de Gobernadores (2016-2019).[18]
- Banco Mundial, miembro ex officio de la Junta de Gobernadores (2016-2019).[19]